# La storia della Arcana Famiglia
La storia della Arcana Famiglia (アルカナ・ファミリア, Arukana Famiria; do italiano "A história da Família Arcana") é um jogo de aventura. Foi adaptado para um anime do mesmo nome, sendo lançado na temporada de verão de 2012 (lembrando que no Brasil, foi no Inverno). Uma história paralela intitulada Arcana Famiglia: Yūreisen no Majutsushi (アルカナ・ファミリア 幽霊船の魔術師') foi lançada em 21 de junho de 2012, com dois novos heróis: Ash e Joshua.

## História
Arcana Famiglia é uma organização com poderes misteriosos que protege uma pequena ilha do Mediterrâneo de piratas, países estrangeiros e outras ameaças. A única filha de Papa, o chefe da família, Felicità, vai se casar com o próximo chefe da família, que será decidido em dois meses por meio do Arcana Duello. Os membros da Arcana Famiglia fizeram um contrato com Tarocco, para recuperar seus poderes Arcana. Os poderes Arcana (ou Arcana Nouryoku) usam as emoções como base. O anime mostra muita cultura italiana, tanto que várias palavras (e até os alguns nomes dos personagens) são de origem italiana. O que é comum no universo Otaku é a ligação máfia com a Itália, como por exemplo o anime Katekyo Hitman Reborn!, que a máfia principal é italiana, porém, La storia della Arcana Famiglia não demonstra nenhum sinal de cópia ou plágio, tanto que o anime vem se mostrando muito original, principalmente pelos gêneros, que são shounen e harém inverso, o que nunca ocorreu em nenhum outro anime.

## Personagens

### Personagens principais
Felicità (フェリチータ, Ferichita)
Voz de: Mamiko Noto
Filha do chefe da família. Fez um contrato com a 6ª carta, Gli Amanti (Os Amantes). Seu Arcana Nouryoku é ler o coração das pessoas. Também possui um contrato com a 10ª carta, La Ruota della Fortuna (A Roda da Fortuna), cujo poder é inverter a situação entre o Tarocco e o seu hospedeiro, porém como consequência de usar os poderes da Roda da Fortuna ela perde permanentemente as memórias, assim como aconteceu quando tinha 3 anos .
Libertà (リベルタ, Riberuta)
Voz de: Jun Fukuyama
Membro da Arcana Famiglia. Fez um contrato com a primeira carta, Il Matto (o Tolo). Costumava viver num orfanato chamado Casa Bianca, onde faziam experiências com as crianças, até que Libertà e as outras crianças foram salvas por um homem mascarado. Teve as memórias apagadas por Dante. Seu Arcana Nouryoku é a palavra. Por exemplo, basta ele dizer "queime", para começar a queimar. Por esse motivo, teve os poderes selados por Mondo, e precisa se tornar mais forte, para conseguir controlar seus poderes.
Nova (ノヴァ)
Voz de: Tsubasa Yonaga
Membro da Arcana Famiglia. Possui contrato com a 13ª carta, La Morte (A Morte). Seu pai, Moreno, é irmão mais velho de Mondo, planejava que Nova se casasse com Felicitá para comandar a Arcana Famiglia. Por esse motivo Nova fica com raiva e acidentalmente usou seus poderes arcana nos pais que entraram em coma.
Debito (デビト)
Voz de: Hiroyuki Yoshino
Membro da Arcana Famiglia. Possui contrato com a 9ª carta, L'eremita (o Eremita), por isso recebeu o poder de ficar invisível. Possui um tapa-olho no olho direito pois perdeu o olho para estabilizar o contrato com L'eremita. É cavalheiro, apesar de demonstrar ser interesseiro com mulheres, tanto que chama a protagonista de "Bambina". Seu estilo de luta é com armas, porém no episódio 01 mostra que ele possui uma certa habilidade com espadas.
Pace (パーチェ)
Voz de: Tomokazu Sugita
Membro da Arcana Famiglia. Possui contrato com a 11ª carta, La Forza (a Força). Sua comida favorita é lasanha. Em um dos episódios é mostrado que sua mãe chamava-se Catharina.
Luca (ルカ, Ruka)
Voz de: Yūichi Nakamura
Membro da Arcana Famiglia. Possui contrato com a 14ª carta, La Temperanza (Moderação). Seu pai e professor de alquimia é o Jolly, porém Luca o odeia.
Dante (ダンテ)
Voz de: Jūrōta Kosugi
Membro da Arcana Famiglia. Possui contrato com a 4ª carta, L'Imperatore (O Imperador). O homem mascarado que salvou Libertà do orfanato na realidade foi ele.
Jolly (ジョーリィ, Jōrī)
Voz de: Kōji Yusa
Membro e conselheiro da Arcana Famiglia. Possui contrato com a 18ª carta, La Luna (A Lua). Possui poderes de alquimia. É o braço direito de Mondo, se conhecem desde a adolescência. È pai de Luca.

#### Heróis de Yūreisen no Majutsushi
Ash (アッシュ, Asshu)
Joshua (ジョシュア)

### Personagens secundários
Mondo (モンド)
Chefe da família Arcana (Papa). Possui um contrato com a 21º carta, Il Mondo (o Mundo). É mostrado no episódio 9 que ele fez o contrato com o Mundo para proteger a ilha de Regalo que estava sendo invadida (não especificam a nação que invadia Regalo, mas supõe-se que sejam ingleses por causa das roupas). Porém essa carta é uma faca de dois gumes, enquanto as outras cartas da Arcana Maior não possuírem contratos elas se alimentam da força vital e emocional de Mondo até ele entrar e coma e morrer. Sabendo disso ele chama a filha para morar com ele em Regalo e passar seus últimos momentos a ela e cria o Desafio Arcana para encontrar um sucessor. Jolly, numa tentativa de salvá-lo, força contratos arcana com Pace, Lucca e Debito. A única forma de salvá-lo seria usar a Roda da Fortuna de Felicitá para transformar a relação carta-hospedeiro entre Il Mondo e Mondo.
Sumire (スミレ)
Esposa de Mondo, a Mama da Arcana Famiglia. Se Felicitá se casar com o vencedor do Arcana Duello, ela será a nova Mama. Possui um contrato com a 20ª carta, Il Giudizio (Julgamento).
- Elmo é um homúnculo (humano artificial) criado por Jolly numa tentativa de aliviar a dor de Mondo, possui um contrato com a sexta carta, La Torre (A Torre).

### Lista de episódios
| #   | Título Original                                 | Tradução                                   | Estréia                |
| 001 | La Notte del Compleanno.                        | A Noite do Aniversário.                    | 01 de Julho de 2012    |
| 002 | Il Comandante della Squadra Protezione Animali. | O Comandante da Equipe de Proteção Animal. | 08 de Julho de 2012    |
| 003 | Piccolino.                                      | Piccolino.                                 | 15 de Julho de 2012    |
| 004 | di una Confessioni maschera.                    | Confissões de uma Máscara.                 | 22 de Julho de 2012    |
| 005 | Amici d'infanzia.                               | Amigos de infância.                        | 29 de Julho de 2012    |
| 006 | A bordo! - La battaglia finale.                 | A bordo! - A Batalha Final.                | 05 de Agosto de 2012   |
| 007 | Rispettivi segreti.                             | Seus Segredos.                             | 12 de Agosto de 2012   |
| 008 | La luna nel Buio.                               | A Escuridão da Lua.                        | 19 de Agosto de 2012   |
| 009 | La ruota della Fortuna.                         | A Roda da Fortuna.                         | 26 de Agosto de 2012   |
| 010 | Arcana Famiglia.                                | Arcana Familia.                            | 02 de Setembro de 2012 |
| 011 | Arcano Triangolo.                               | Triângulo Arcano.                          | 09 de Setembro de 2012 |